# 星球浩克
《星球浩克》（英語：Planet Hulk）是一部漫威漫畫動畫電影，在2010年2月10日發行。電影改編自漫畫《浩克星球》，主要講述綠巨人浩克被放逐至偏遠星球後的故事。

## 角色
- 瑞克·D·沃塞曼 飾 綠巨人浩克
- 馬克·瓦登 飾 鋼鐵俠
- Lisa Ann Beley 飾 卡依拉
- Mark Hildreth 飾 紅王
- 利亞姆·奧布萊恩 飾 希萊伊
- 薩繆爾·樊尚 飾 滅克
- 凱文·麥可·理查森 飾 戈克
- Advah Soudack 飾 艾羅
- 麥克·可普薩 飾 拉文斯傑
- 李·托克卡 飾 機械人
- 保羅·道布森 飾 貝塔·雷·比爾

### 客串
- 除了鋼鐵俠外，三位光明會成員奇異博士、神奇先生與黑蝠王亦有在電影中出現。
- 一些漫威角色在角斗士戰鬥期間客串登場，如：亞當術士、葛摩菈、星爵、宗師、史克魯爾人等。

## 外部連結
- 官方网站
- 互联网电影数据库（IMDb）上《Planet Hulk》的资料（英文）